# Перл дьо Ксаба
Перл дьо Ксаба е бял ранен десертен сорт грозде получен от кръстосването на сортовете Шасла доре и Мускат Отонел. Селектиран е през 1904 г. от унгарския лозар Адолф Старк. Разпространен е основно в Унгария, Румъния и България, среща се и в Алжир, Тунис, Молдова, Русия и Украйна.
Известен е и под наименованията: Ксаба денде, Перлина Ксаба, Перла чабанска и др.
Зрее през втората половина на юли. Гроздето има приятен и свеж вкус съе силен мискетов аромат.
Гроздовете и зърната са средно едри. Зърното е валчесто, обагрено жълтеникаво, месесто и неиздържащо на дълъг транспорт и съхраняване. Вирее при всички почви и изложения. Много добри резултати дава на леки, но богати почви с южно изложение.